# Zelotes rufi
Zelotes rufi este o specie de păianjeni din genul Zelotes, familia Gnaphosidae, descrisă de Sergei L. Esyunin și Efimik, 1996. Conform Catalogue of Life specia Zelotes rufi nu are subspecii cunoscute.